# ソウルブック
『ソウルブック』（Soulbook）は、ロッド・スチュワートが2009年に発表したアルバム。スタジオ録音の新作アルバムとしては25作目に当たり、全曲ともソウルミュージックのヒット曲のカバーである。

## 背景
収録曲のオリジナル・ヴァージョンを発表したスティーヴィー・ワンダーとスモーキー・ロビンソンの本人参加に加えて、メアリー・J. ブライジとジェニファー・ハドソンもゲスト参加した。また、レコーディング・メンバーの一人ボブ・バビットは、モータウンで多くのヒット曲のレコーディングに参加したファンク・ブラザーズのメンバーだった。プロデュースはスティーヴ・ジョーダンとスティーヴ・タイレルが曲ごとに担当したが、「ラヴ・トレイン」のみジョーダン、タイレル、それにチャック・ケンティスが共同プロデュースした。
イギリス盤と日本盤、それにヨーロッパで発売された紙ジャケットCDにはボーナス・トラックが収録された。
スチュワート自身は、2009年当時のインタビューにおいて「生涯をかけて録音を待っていたアルバムさ。夢が叶ったよ」と語っていたが、2013年には本作について「あれは失敗だったよ、だってオリジナルに打ち勝つのは誰にも無理だからね。いまだに電波に乗っているオリジナルに勝てるわけがない」と振り返っている。

## 反響
全英アルバムチャートでは16週チャート圏内に入り、最高9位を記録。アメリカではBillboard 200で4位、『ビルボード』のデジタル・アルバム・チャートで14位を記録。スウェーデンのアルバム・チャートでは19週連続でトップ50入りして、うち7週でトップ10入りし、最高4位を記録した。

## 収録曲
1. セイム・オールド・ソング - "It's the Same Old Song" (Eddie Holland, Lamont Dozier, Brian Holland) - 4:15
  - オリジナルはフォー・トップスが1965年に発表。
2. マイ・シェリー・アモール（featuring スティーヴィー・ワンダー） - "My Cherie Amour" (Henry Cosby, Sylvia Moy, Stevie Wonder) - 3:10
  - オリジナルはスティーヴィー・ワンダーが1969年に発表。
3. 誓い（デュエット・ウィズ・メアリー・J. ブライジ） - "You Make Me Feel Brand New" (Thom Bell, Linda Epstein) - 4:36
  - オリジナルはスタイリスティックスが1974年に発表。
4. ハイヤー・アンド・ハイヤー - "(Your Love Keeps Lifting Me) Higher and Higher" (Gary Jackson, Raynard Miner, Carl Smith) - 3:21
  - オリジナルはジャッキー・ウィルソンが1967年に発表。
5. トラックス・オブ・マイ・ティアーズ（featuring スモーキー・ロビンソン） - "Tracks of My Tears" (Pete Moore, Smokey Robinson, Marvin Tarplin) - 3:36
  - オリジナルはザ・ミラクルズが1965年に発表。
6. 二人は恋人（デュエット・ウィズ・ジェニファー・ハドソン） - "Let It Be Me" (Gilbert Bécaud, Manny Curtis, Pierre Delanoë) - 3:16
  - オリジナルはエヴァリー・ブラザーズが1960年に発表。本作のヴァージョンは、1964年に発表されたベティ・エヴェレットとジェリー・バトラーのデュエットに基づいている[20]。
7. 雨のジョージア - "Rainy Night in Georgia" (Tony Joe White) - 4:13
  - オリジナルはブルック・ベントンが1970年に発表。
8. ホワット・ビカムス・オブ・ザ・ブロークン・ハーテッド - "What Becomes of the Broken Hearted" (James Dean, Paul Riser, William Weatherspoon) - 3:19
  - オリジナルはジミー・ラフィンが1966年に発表。
9. ラヴ・トレイン - "Love Train" (Kenneth Gamble, Leon Huff) - 3:03
  - オリジナルはオージェイズが1972年に発表。
10. リアリー・ガッタ・ホールド・オン・ミー - "You've Really Got a Hold on Me" (S. Robinson) - 3:17
  - オリジナルはザ・ミラクルズが1962年に発表。
11. ワンダフル・ワールド - "Wonderful World" (Lou Adler, Herb Alpert, Sam Cooke) - 3:33
  - オリジナルはサム・クックが1960年に発表。
12. 二人の絆 - "If You Don't Know Me by Now" (K. Gamble, L. Huff) - 3:59
  - オリジナルはハロルド・メルヴィン&ザ・ブルー・ノーツが1972年に発表。
13. はかない想い - "Just My Imagination" (Barrett Strong, Norman Whitfield) - 3:35
  - オリジナルはテンプテーションズが1971年に発表。

### ボーナス・トラック
1. ネヴァー・ギヴ・ユー・アップ - "Never Give You Up" (Jerry Butler, K. Gamble, L. Huff) - 3:24
  - オリジナルはジェリー・バトラーが1968年に発表。
2. オンリー・ザ・ストロング・サヴァイヴ - "Only the Strong Survive" (J. Butler, K. Gamble, L. Huff) - 3:19
  - オリジナルはジェリー・バトラーが1968年に発表。

## 参加ミュージシャン
- ロッド・スチュワート - ボーカル
- スティーヴィー・ワンダー - ハーモニカ(on #2)
- メアリー・J. ブライジ - ボーカル(on #3)
- スモーキー・ロビンソン - ボーカル(on #5)
- ジェニファー・ハドソン - ボーカル(on #6)
- レイ・パーカー・ジュニア - ギター(on #1, #2, #4, #6, #8, #9, #10, #11)
- ディーン・パークス - ギター(on #1, #2, #4, #6, #8, #10, #11)
- ポール・ジャクソン・ジュニア - ギター(on #3, #5, #12, #13, #14, #15)
- ボブ・マン - ギター(on #3, #7, #15)、キーボード(on #3, #15)、マンドリン(on #5)
- マイケル・ランドウ - ギター(on #5, #13, #15)
- ドン・カークパトリック - ギター(on #9)
- ポール・ウォーレン - ギター(on #9)
- マイケル・ベアデン - キーボード(on #1)、エレクトリックピアノ(on #2, #4, #11)、ストリングス・アレンジ(on #2)
- グレッグ・フィリンゲインズ - ピアノ(on #2, #4, #14)、キーボード(on #5, #12, #13, #14)、バックグラウンド・ボーカル(on #5)
- デヴィッド・ペイチ - キーボード(on #6, #8, #10)
- チャック・ケンティス - キーボード(on #9)
- ヘンリー・ヘイ - ピアノ(on #7, #15)
- チャールズ・ホッジス - オルガン(#11)
- ボブ・バビット - ベース(on #1, #2, #4, #8, #10)
- レジー・マクブライド - ベース(on #3, #5, #13, #14)
- ダリル・ジョーンズ - ベース(on #6, #11)
- リーランド・スカラー - ベース(on #7)
- コンラッド・コーシュ - ベース(on #9)
- ネイザン・イースト - ベース(on #12, #15)
- スティーヴ・ジョーダン - ドラムス/パーカッション(on #1, #2, #4, #6, #8, #9, #10, #11)、バックグラウンド・ボーカル(on #9)
- リッキー・ローソン - ドラムス(on #3, #5, #12, #13, #14, #15)
- ラス・カンケル - ドラムス(on #7)
- デヴィッド・パーマー - ドラムス(on #9)
- レニー・カストロ - コンガ(on #5)
- トム・スコット - サクソフォーン(on #1, #8, #9, #10)
- ルー・マリーニ - サクソフォーン(on #9)
- ジェイムズ・スペイク - サクソフォーン(on #11)
- ジョージ・ボハノン - トロンボーン(on #8, #10)
- ラリー・ファレル - トロンボーン(on #9)
- ジャック・ヘイル - トロンボーン(on #11)
- ニック・レイン - トロンボーン(#15)
- チャック・フィンドレー - トランペット(on #8, #10)
- ウェイン・ジャクソン - トランペット(on #11)
- マット・フランク - トランペット(on #15)
- ジェフ・ドリスキル - フルート(on #13)
- ジョン・ヨアキム - オーボエ(on #13)
- ブライアン・オコナー - フレンチ・ホルン(#14)
- ミルト・チョコレート - ヴィブラフォン(on #2)
- クレイトン・キャメロン - ヴィブラフォン(on #4)
- ニュー・メンフィス・ストリングス - ストリングス(on #4)
- ゲイル・レヴァント - ハープ(on #6)
- ブリジット・コーディー - バックグラウンド・ボーカル(on #1, #2, #3, #4, #7, #8, #9, #10, #11, #14, #15)
- ディ・リード - バックグラウンド・ボーカル(on #1, #2, #3, #4, #7, #8, #9, #10, #11, #14, #15)
- ドリアン・ホリー - ハーモニー(on #2)、バックグラウンド・ボーカル(on #5)
- ダリル・トゥークス - バックグラウンド・ボーカル(on #3, #5, #7, #12, #13, #14, #15)
- ウィル・ウィートン - バックグラウンド・ボーカル(on #3, #5, #12, #13)
- ジュディス・ヒル - バックグラウンド・ボーカル(on #3, #12)
- ナターシャ・ピアース - バックグラウンド・ボーカル(on #3, #7, #8, #9, #10, #14, #15)
- リサ・ヴォーン - バックグラウンド・ボーカル(on #5, #13)
- リン・フィドモント - バックグラウンド・ボーカル(on #5)
- パム・トロッター - バックグラウンド・ボーカル(on #5)
- スティーヴ・タイレル - バックグラウンド・ボーカル(on #9)
- ハワード・ドロシン - ストリングス・アレンジ(on #1, #6, #8)
- ウィリー・ミッチェル - ストリングス・アレンジ(on #4)、ホーン・アレンジ(on #11)